# Christian Süß
Christian Süß (Ahlen, 28 luglio 1985) è un tennistavolista tedesco.